# Vedens och Bollebygds häraders valkrets
Vedens och Bollebygds häraders valkrets var vid riksdagsvalen till andra kammaren 1866–1908 en egen valkrets med ett mandat. Valkretsen, som omfattade Vedens och Bollebygds härader i Älvsborgs län, avskaffades vid övergången till proportionellt valsystem i valet 1911, då området uppgick i Älvsborgs läns södra valkrets.

## Riksdagsmän
- Carl Larsson (1867–1869)
- Pehr Benjaminsson (1870–1878)
- Gustaf Otterborg (1879–1884)
- August Persson, lmp (1885–första riksmötet 1887)
- August Larson, lmp 1887, nya lmp 1888–1893 (andra riksmötet 1887–1893)
- Gustaf Odqvist, lmp 1895–1905, nfr 1906–1911 (1894–1911)

## Valresultat

### 1887 (vår)
| Andrakammarvalet i Sverige 1887 (vår): Vedens och Bollebygds häraders valkrets | Andrakammarvalet i Sverige 1887 (vår): Vedens och Bollebygds häraders valkrets | Andrakammarvalet i Sverige 1887 (vår): Vedens och Bollebygds häraders valkrets | Andrakammarvalet i Sverige 1887 (vår): Vedens och Bollebygds häraders valkrets | Andrakammarvalet i Sverige 1887 (vår): Vedens och Bollebygds häraders valkrets |
| Kandidat                                                                       | Kandidat                                                                       | Röster                                                                         | Röster                                                                         | Röster                                                                         |
| Kandidat                                                                       | Kandidat                                                                       | Antal                                                                          | %                                                                              | +− %                                                                           |
| ------------------------------------------------------------------------------ | ------------------------------------------------------------------------------ | ------------------------------------------------------------------------------ | ------------------------------------------------------------------------------ | ------------------------------------------------------------------------------ |
|                                                                                | August Larson (prot.)                                                          | 13                                                                             | 61,9                                                                           |                                                                                |
|                                                                                | August Persson (frih.)                                                         | 7                                                                              | 33,3                                                                           |                                                                                |
|                                                                                | Övrig kandidat                                                                 | 1                                                                              | 4,8                                                                            |                                                                                |
| Antal giltiga röster                                                           | Antal giltiga röster                                                           | 21                                                                             |                                                                                |                                                                                |
| Kasserade röster                                                               | Kasserade röster                                                               | 0                                                                              |                                                                                |                                                                                |
| Totalt                                                                         | Totalt                                                                         | 21                                                                             |                                                                                |                                                                                |

Valet ägde rum den 28 april 1887. Valdeltagandet var 28,6% vid valet av 21 elektorer som sedan valde riksdagsman.

### 1887 (sept.)
| Andrakammarvalet i Sverige 1887 (september): Vedens och Bollebygds häraders valkrets | Andrakammarvalet i Sverige 1887 (september): Vedens och Bollebygds häraders valkrets | Andrakammarvalet i Sverige 1887 (september): Vedens och Bollebygds häraders valkrets | Andrakammarvalet i Sverige 1887 (september): Vedens och Bollebygds häraders valkrets | Andrakammarvalet i Sverige 1887 (september): Vedens och Bollebygds häraders valkrets |
| Kandidat                                                                             | Kandidat                                                                             | Röster                                                                               | Röster                                                                               | Röster                                                                               |
| Kandidat                                                                             | Kandidat                                                                             | Antal                                                                                | %                                                                                    | +− %                                                                                 |
| ------------------------------------------------------------------------------------ | ------------------------------------------------------------------------------------ | ------------------------------------------------------------------------------------ | ------------------------------------------------------------------------------------ | ------------------------------------------------------------------------------------ |
|                                                                                      | August Larson (NL)                                                                   | 13                                                                                   | 61,9                                                                                 | ▬                                                                                    |
|                                                                                      | August Persson (frih.)                                                               | 7                                                                                    | 33,3                                                                                 | ▬                                                                                    |
|                                                                                      | Övrig kandidat                                                                       | 1                                                                                    | 4,8                                                                                  |                                                                                      |
| Antal giltiga röster                                                                 | Antal giltiga röster                                                                 | 21                                                                                   |                                                                                      |                                                                                      |
| Kasserade röster                                                                     | Kasserade röster                                                                     | 0                                                                                    |                                                                                      |                                                                                      |
| Totalt                                                                               | Totalt                                                                               | 21                                                                                   |                                                                                      |                                                                                      |

Valet ägde rum den 17 september 1887. Valdeltagandet var 13,1% vid valet av 21 elektorer som sedan valde riksdagsman.

### 1890
| Andrakammarvalet i Sverige 1890: Vedens och Bollebygds häraders valkrets | Andrakammarvalet i Sverige 1890: Vedens och Bollebygds häraders valkrets | Andrakammarvalet i Sverige 1890: Vedens och Bollebygds häraders valkrets | Andrakammarvalet i Sverige 1890: Vedens och Bollebygds häraders valkrets | Andrakammarvalet i Sverige 1890: Vedens och Bollebygds häraders valkrets |
| Kandidat                                                                 | Kandidat                                                                 | Röster                                                                   | Röster                                                                   | Röster                                                                   |
| Kandidat                                                                 | Kandidat                                                                 | Antal                                                                    | %                                                                        | +− %                                                                     |
| ------------------------------------------------------------------------ | ------------------------------------------------------------------------ | ------------------------------------------------------------------------ | ------------------------------------------------------------------------ | ------------------------------------------------------------------------ |
|                                                                          | August Larson (NL)                                                       | 13                                                                       | 61,9                                                                     | ▬                                                                        |
|                                                                          | August Persson (mod.)                                                    | 4                                                                        | 19,0                                                                     | ▼14,3                                                                    |
|                                                                          | Gustaf Odqvist (prot.)                                                   | 3                                                                        | 14,3                                                                     |                                                                          |
|                                                                          | Övrig kandidat                                                           | 1                                                                        | 4,8                                                                      |                                                                          |
| Antal giltiga röster                                                     | Antal giltiga röster                                                     | 21                                                                       |                                                                          |                                                                          |
| Kasserade röster                                                         | Kasserade röster                                                         | 0                                                                        |                                                                          |                                                                          |
| Totalt                                                                   | Totalt                                                                   | 21                                                                       |                                                                          |                                                                          |

Valet ägde rum den 19 augusti 1890. Valdeltagandet var 12,4% vid valet av 21 elektorer som sedan valde riksdagsman.

### 1893
| Andrakammarvalet i Sverige 1893: Vedens och Bollebygds häraders valkrets | Andrakammarvalet i Sverige 1893: Vedens och Bollebygds häraders valkrets | Andrakammarvalet i Sverige 1893: Vedens och Bollebygds häraders valkrets | Andrakammarvalet i Sverige 1893: Vedens och Bollebygds häraders valkrets | Andrakammarvalet i Sverige 1893: Vedens och Bollebygds häraders valkrets |
| Kandidat                                                                 | Kandidat                                                                 | Röster                                                                   | Röster                                                                   | Röster                                                                   |
| Kandidat                                                                 | Kandidat                                                                 | Antal                                                                    | %                                                                        | +− %                                                                     |
| ------------------------------------------------------------------------ | ------------------------------------------------------------------------ | ------------------------------------------------------------------------ | ------------------------------------------------------------------------ | ------------------------------------------------------------------------ |
|                                                                          | Gustaf Odqvist (prot.)                                                   | 14                                                                       | 70,0                                                                     | ▲55,7                                                                    |
|                                                                          | August Larson (NL)                                                       | 4                                                                        | 20,0                                                                     | ▼41,9                                                                    |
|                                                                          | August Persson (mod.)                                                    | 2                                                                        | 10,0                                                                     | ▼9,0                                                                     |
| Antal giltiga röster                                                     | Antal giltiga röster                                                     | 20                                                                       |                                                                          |                                                                          |
| Kasserade röster                                                         | Kasserade röster                                                         | 0                                                                        |                                                                          |                                                                          |
| Totalt                                                                   | Totalt                                                                   | 20                                                                       |                                                                          |                                                                          |

Valet ägde rum den 11 september 1893. Valdeltagandet var 12,7% vid valet av 20 elektorer som sedan valde riksdagsman.

### 1896
| Andrakammarvalet i Sverige 1896: Vedens och Bollebygds häraders valkrets | Andrakammarvalet i Sverige 1896: Vedens och Bollebygds häraders valkrets | Andrakammarvalet i Sverige 1896: Vedens och Bollebygds häraders valkrets | Andrakammarvalet i Sverige 1896: Vedens och Bollebygds häraders valkrets | Andrakammarvalet i Sverige 1896: Vedens och Bollebygds häraders valkrets |
| Kandidat                                                                 | Kandidat                                                                 | Röster                                                                   | Röster                                                                   | Röster                                                                   |
| Kandidat                                                                 | Kandidat                                                                 | Antal                                                                    | %                                                                        | +− %                                                                     |
| ------------------------------------------------------------------------ | ------------------------------------------------------------------------ | ------------------------------------------------------------------------ | ------------------------------------------------------------------------ | ------------------------------------------------------------------------ |
|                                                                          | Gustaf Odqvist (L, prot.)                                                | 21                                                                       | 100                                                                      | ▲30,0                                                                    |
| Antal giltiga röster                                                     | Antal giltiga röster                                                     | 21                                                                       |                                                                          |                                                                          |
| Kasserade röster                                                         | Kasserade röster                                                         | 0                                                                        |                                                                          |                                                                          |
| Totalt                                                                   | Totalt                                                                   | 21                                                                       |                                                                          |                                                                          |

Valet ägde rum den 5 september 1896. Valdeltagandet var 10,2% vid valet av 21 elektorer som sedan valde riksdagsman.

### 1899
| Andrakammarvalet i Sverige 1899: Vedens och Bollebygds häraders valkrets | Andrakammarvalet i Sverige 1899: Vedens och Bollebygds häraders valkrets | Andrakammarvalet i Sverige 1899: Vedens och Bollebygds häraders valkrets | Andrakammarvalet i Sverige 1899: Vedens och Bollebygds häraders valkrets | Andrakammarvalet i Sverige 1899: Vedens och Bollebygds häraders valkrets |
| Kandidat                                                                 | Kandidat                                                                 | Röster                                                                   | Röster                                                                   | Röster                                                                   |
| Kandidat                                                                 | Kandidat                                                                 | Antal                                                                    | %                                                                        | +− %                                                                     |
| ------------------------------------------------------------------------ | ------------------------------------------------------------------------ | ------------------------------------------------------------------------ | ------------------------------------------------------------------------ | ------------------------------------------------------------------------ |
|                                                                          | Gustaf Odqvist                                                           | 20                                                                       | 90,9                                                                     | ▼9,1                                                                     |
|                                                                          | Frans Sandberg                                                           | 2                                                                        | 9,1                                                                      |                                                                          |
| Antal giltiga röster                                                     | Antal giltiga röster                                                     | 22                                                                       |                                                                          |                                                                          |
| Kasserade röster                                                         | Kasserade röster                                                         | 0                                                                        |                                                                          |                                                                          |
| Totalt                                                                   | Totalt                                                                   | 22                                                                       |                                                                          |                                                                          |

Valet ägde rum den 2 september 1899. Valdeltagandet var 7,2% vid valet av 22 elektorer som sedan valde riksdagsman.

### 1902
| Andrakammarvalet i Sverige 1902: Vedens och Bollebygds häraders valkrets | Andrakammarvalet i Sverige 1902: Vedens och Bollebygds häraders valkrets | Andrakammarvalet i Sverige 1902: Vedens och Bollebygds häraders valkrets | Andrakammarvalet i Sverige 1902: Vedens och Bollebygds häraders valkrets | Andrakammarvalet i Sverige 1902: Vedens och Bollebygds häraders valkrets |
| Kandidat                                                                 | Kandidat                                                                 | Röster                                                                   | Röster                                                                   | Röster                                                                   |
| Kandidat                                                                 | Kandidat                                                                 | Antal                                                                    | %                                                                        | +− %                                                                     |
| ------------------------------------------------------------------------ | ------------------------------------------------------------------------ | ------------------------------------------------------------------------ | ------------------------------------------------------------------------ | ------------------------------------------------------------------------ |
|                                                                          | Gustaf Odqvist                                                           | 21                                                                       | 100                                                                      | ▲9,1                                                                     |
| Antal giltiga röster                                                     | Antal giltiga röster                                                     | 21                                                                       |                                                                          |                                                                          |
| Kasserade röster                                                         | Kasserade röster                                                         | 0                                                                        |                                                                          |                                                                          |
| Totalt                                                                   | Totalt                                                                   | 21                                                                       |                                                                          |                                                                          |

Valet ägde rum den 13 september 1902. Valdeltagandet var 6,3% vid valet av 21 elektorer som sedan valde riksdagsman.

### 1905
| Andrakammarvalet i Sverige 1905: Vedens och Bollebygds häraders valkrets | Andrakammarvalet i Sverige 1905: Vedens och Bollebygds häraders valkrets | Andrakammarvalet i Sverige 1905: Vedens och Bollebygds häraders valkrets | Andrakammarvalet i Sverige 1905: Vedens och Bollebygds häraders valkrets | Andrakammarvalet i Sverige 1905: Vedens och Bollebygds häraders valkrets |
| Kandidat                                                                 | Kandidat                                                                 | Röster                                                                   | Röster                                                                   | Röster                                                                   |
| Kandidat                                                                 | Kandidat                                                                 | Antal                                                                    | %                                                                        | +− %                                                                     |
| ------------------------------------------------------------------------ | ------------------------------------------------------------------------ | ------------------------------------------------------------------------ | ------------------------------------------------------------------------ | ------------------------------------------------------------------------ |
|                                                                          | Gustaf Odqvist                                                           | 21                                                                       | 100                                                                      | ▬                                                                        |
| Antal giltiga röster                                                     | Antal giltiga röster                                                     | 21                                                                       |                                                                          |                                                                          |
| Kasserade röster                                                         | Kasserade röster                                                         | 0                                                                        |                                                                          |                                                                          |
| Totalt                                                                   | Totalt                                                                   | 21                                                                       |                                                                          |                                                                          |

Valet ägde rum den 9 september 1905. Valdeltagandet var 7,7% vid valet av 21 elektorer som sedan valde riksdagsman.

### 1908
| Andrakammarvalet i Sverige 1908: Vedens och Bollebygds häraders valkrets | Andrakammarvalet i Sverige 1908: Vedens och Bollebygds häraders valkrets | Andrakammarvalet i Sverige 1908: Vedens och Bollebygds häraders valkrets | Andrakammarvalet i Sverige 1908: Vedens och Bollebygds häraders valkrets | Andrakammarvalet i Sverige 1908: Vedens och Bollebygds häraders valkrets |
| Kandidat                                                                 | Kandidat                                                                 | Röster                                                                   | Röster                                                                   | Röster                                                                   |
| Kandidat                                                                 | Kandidat                                                                 | Antal                                                                    | %                                                                        | +− %                                                                     |
| ------------------------------------------------------------------------ | ------------------------------------------------------------------------ | ------------------------------------------------------------------------ | ------------------------------------------------------------------------ | ------------------------------------------------------------------------ |
|                                                                          | Gustaf Odqvist                                                           | 392                                                                      | 89,9                                                                     | ▼10,1                                                                    |
|                                                                          | Levin Svensson (vänster)                                                 | 43                                                                       | 9,9                                                                      |                                                                          |
|                                                                          | Övriga kandidater                                                        | 1                                                                        | 0,2                                                                      |                                                                          |
| Antal giltiga röster                                                     | Antal giltiga röster                                                     | 436                                                                      |                                                                          |                                                                          |
| Kasserade röster                                                         | Kasserade röster                                                         | 0                                                                        |                                                                          |                                                                          |
| Totalt                                                                   | Totalt                                                                   | 436                                                                      |                                                                          |                                                                          |

Valet ägde rum den 6 september 1908. Valdeltagandet var 40,7%.